# Sandrine Brétigny
Pour les articles homonymes, voir Brétigny.
Sandrine Brétigny est une joueuse internationale française de football née le 2 juillet 1984 au Creusot. Elle évolue au poste d'attaquante.

## Biographie
Lors de la saison 2000-2001, elle remporte la Coupe fédérale féminine des moins de 16 ans à 7 avec le FC Lyon contre le FC Vendenheim (4-0) aux côtés de Aurore Pegaz et Anne-Laure Perrot. Sandrine, capitaine et déjà membre de l'équipe de N1A lyonnais, marque les trois derniers buts de la finale.
Au terme de la saison 2006-2007 elle est sacrée championne de France avec l'OL. Elle inscrit un quadruplé lors du match décisif pour le titre, et réussit la performance d'inscrire 42 buts en 21 matchs, finissant ainsi meilleure buteuse du championnat.
La saison 2007-2008 repart sur les mêmes bases puisque Sandrine inscrit un quintuplé lors d'un match de championnat face à Toulouse. Les Lyonnaises remportent largement la rencontre sur le score de 10-0.
Rarement titularisée lors de la saison 2008-2009, elle parvient tout de même à inscrire 22 buts en 19 matchs de championnat et 3 buts en Coupe UEFA féminine, marquant notamment à sept reprises lors de la dernière rencontre à domicile contre Saint-Brieuc.
Sandrine Brétigny fait sa première apparition en équipe de France le 22 novembre 2006 face à la Belgique en match amical. Elle ouvre son compteur but le 1er octobre 2007 en inscrivant un doublé lors d'un match amical face aux Pays-Bas. Elle compte 22 sélections et 9 buts en équipe nationale.
Sandrine Brétigny soutient également la Fondation du Sport : elle a pris part au programme Bien Manger, C'est Bien Joué !, programme lancé en 2005 par la Fondation du Sport. Elle a participé à la réalisation de vidéos adressées aux jeunes sportifs pour leur apprendre les bases d'une alimentation adaptée à l'effort physique. Ce programme de la Fondation du Sport sensibilise également les enfants à l'importance de l'activité physique.
Elle rejoint pour la saison 2015-2016 l'Olympique de Marseille qui évolue en deuxième division. Championne de D2, elle évolue ensuite deux saisons en D1 avec le club phocéen.
Le 25 mai 2017, elle prend sa retraite à la surprise générale à seulement 33 ans mais continue dans le monde du football en étant entraîneur adjoint de l'Olympique de Marseille pour la saison 2017-2018 ; elle finit par retrouver les terrains à mi-saison.
En juillet 2018, elle s'engage avec le Grenoble Foot 38 pour y jouer une saison. 
Elle joue actuellement au S.C.Bastia. Elle marque 51 buts en 10 matchs lors de sa première saison.

## Statistiques

### En club
| Saison                | Club                   | Championnat           | Championnat | Championnat | Coupe(s) nationale(s) | Coupe(s) nationale(s) | Compétition(s) continentale(s) | Compétition(s) continentale(s) | Compétition(s) continentale(s) | Play-offs | Play-offs | Total | Total |
| Saison                | Club                   | Division              | M.          | B.          | M.                    | B.                    | Comp.                          | M.                             | B.                             | M.        | B.        | M.    | B.    |
| 2000-2001             | FC Lyon                | Division 1            | 14          | 7           | -                     | -                     | -                              | -                              | -                              | 1         | 0         | 15    | 7     |
| 2001-2002             | FC Lyon                | Division 1            | 13          | 5           | 2+                    | 2+                    | -                              | -                              | -                              | 3         | 0         | 18    | 7     |
| 2002-2003             | FC Lyon                | Division 1            | 21          | 26          | 2+                    | 3+                    | -                              | -                              | -                              | 3         | 0         | 26    | 29    |
| 2003-2004             | FC Lyon                | Division 1            | 13          | 9           | 3+                    | 5+                    | -                              | -                              | -                              | 3         | 2         | 19    | 16    |
| Sous-total            | Sous-total             | Sous-total            | 61          | 47          | 7                     | 10                    | -                              | -                              | -                              | 10        | 2         | 78    | 59    |
| 2004-2005             | Olympique lyonnais     | Division 1            | 18          | 8           | 2+                    | 2                     | -                              | -                              | -                              | -         | -         | 20    | 10    |
| 2005-2006             | Olympique lyonnais     | Division 1            | 19          | 11          | 3+                    | 2                     | -                              | -                              | -                              | -         | -         | 22    | 13    |
| 2006-2007             | Olympique lyonnais     | Division 1            | 21          | 42          | 4                     | 7                     | -                              | -                              | -                              | -         | -         | 25    | 49    |
| 2007-2008             | Olympique lyonnais     | Division 1            | 22          | 25          | 4                     | 3                     | C1                             | 7                              | 4                              | -         | -         | 33    | 32    |
| 2008-2009             | Olympique lyonnais     | Division 1            | 21          | 22          | 3                     | 2                     | C1                             | 5                              | 3                              | -         | -         | 29    | 27    |
| 2009-2010             | Olympique lyonnais     | Division 1            | 17          | 9           | 4                     | 6                     | C1                             | 2                              | 1                              | -         | -         | 23    | 16    |
| 2010-2011             | Olympique lyonnais     | Division 1            | 19          | 19          | 3                     | 6                     | C1                             | 6                              | 1                              | -         | -         | 28    | 26    |
| 2011-2012             | Olympique lyonnais     | Division 1            | 2           | 1           | 1                     | 2                     | C1                             | 2                              | 0                              | -         | -         | 5     | 3     |
| Sous-total            | Sous-total             | Sous-total            | 139         | 137         | 24                    | 30                    | -                              | 22                             | 9                              | -         | -         | 185   | 176   |
| 2012-2013             | 1. FFC Francfort       | Bundesliga            | 14          | 6           | 1                     | 0                     | -                              | -                              | -                              | -         | -         | 15    | 6     |
| Sous-total            | Sous-total             | Sous-total            | 14          | 6           | 1                     | 0                     | -                              | -                              | -                              | -         | -         | 15    | 6     |
| 2013-2014             | FCF Juvisy             | Division 1            | 18          | 9           | 3                     | 2                     | -                              | -                              | -                              | -         | -         | 21    | 11    |
| 2014-2015             | FCF Juvisy             | Division 1            | 21          | 12          | 2                     | 1                     | -                              | -                              | -                              | -         | -         | 23    | 13    |
| Sous-total            | Sous-total             | Sous-total            | 39          | 21          | 5                     | 3                     | -                              | -                              | -                              | -         | -         | 44    | 24    |
| 2015-2016             | Olympique de Marseille | Division 2            | 20          | 23          | 2                     | 0                     | -                              | -                              | -                              | -         | -         | 22    | 23    |
| 2016-2017             | Olympique de Marseille | Division 1            | 18          | 4           | 1                     | 0                     | -                              | -                              | -                              | -         | -         | 19    | 4     |
| 2017-2018             | Olympique de Marseille | Division 1            | 9           | 2           | 2                     | 1                     | -                              | -                              | -                              | -         | -         | 11    | 3     |
| Sous-total            | Sous-total             | Sous-total            | 47          | 29          | 5                     | 1                     | -                              | -                              | -                              | -         | -         | 52    | 30    |
| 2018-2019             | Grenoble Foot 38       | Division 2            | 23          | 14          | 4                     | 4                     | -                              | -                              | -                              | -         | -         | 27    | 18    |
| Sous-total            | Sous-total             | Sous-total            | 23          | 14          | 4                     | 4                     | -                              | -                              | -                              | -         | -         | 27    | 18    |
| Total sur la carrière | Total sur la carrière  | Total sur la carrière | 323         | 254         | 46                    | 48                    | -                              | 22                             | 9                              | 10        | 2         | 401   | 313   |

- « Challenge de france - saison 2003-04 », sur christophe-ringaud.com (consulté le 25 décembre 2023)
- « Challenge de france - saison 2002-03 », sur christophe-ringaud.com (consulté le 25 décembre 2023)

### En sélection
| Sélection | Année | Statistiques | Statistiques |
| Sélection | Année | Matchs       | Buts         |
| --------- | ----- | ------------ | ------------ |
| France    | 2006  | 1            | 0            |
| France    | 2007  | 5            | 3            |
| France    | 2008  | 5            | 4            |
| France    | 2009  | 5            | 1            |
| France    | 2010  | 0            | 0            |
| France    | 2011  | 4            | 1            |
| France    | 2012  | 0            | 0            |
| France    | 2013  | 2            | 0            |
| Total     | Total | 22           | 9            |

## Palmarès

### En club
- Championne de France
  - Championne D1 (6) : 2007, 2008, 2009, 2010, 2011 et 2012
  - Championne D2 : 2016
  - Vice-championne D1 (2) : 2003 et 2004

- Coupe de France
  - Vainqueur (4) : 2003, 2004, 2008 et 2012
  - Finaliste (4) : 2002, 2005, 2006 et 2007

- Ligue des champions
  - Vainqueur (2) : 2011 et 2012
  - Finaliste (1) : 2010

### Distinctions personnelles
- Meilleure buteuse de la D1 féminine en 2002-2003 (26 buts) et 2006-2007 (42 buts) avec Lyon.